# Luemschwiller
Luemschwiller [lymʃvilɛʁ]  est une commune française, située dans l'aire urbaine de Mulhouse. Elle se trouve dans la circonscription administrative du Haut-Rhin et, depuis le 1er janvier 2021, dans le territoire de la Collectivité européenne d'Alsace, en région Grand Est.
Cette commune se trouve dans la région historique et culturelle d'Alsace.

## Géographie

### Localisation
| Illfurth   | Zillisheim    | Steinbrunn-le-Haut |
| Tagolsheim | Luemschwiller |                    |
| Walheim    | Emlingen      | Obermorschwiller   |

### Sismicité
Commune située en zone de sismicité moyenne.

### Hydrographie
La commune est dans le bassin versant du Rhin au sein du bassin Rhin-Meuse. Elle est drainée par le Riethgraben,.

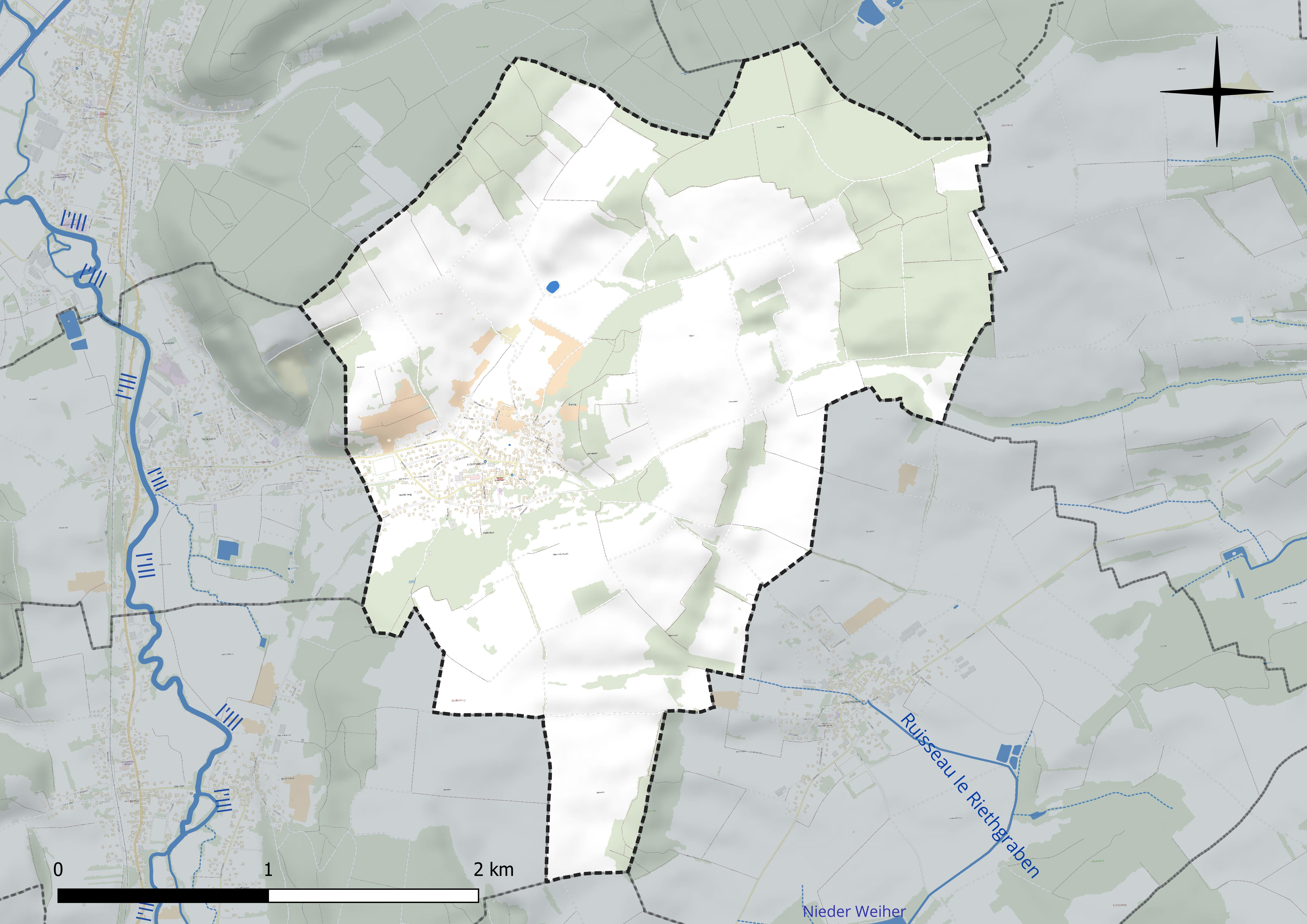
Réseau hydrographique de Luemschwiller.

### Climat
Pour des articles plus généraux, voir Climat du Grand Est et Climat du Haut-Rhin.
En 2010, le climat de la commune est de type climat des marges montargnardes, selon une étude du Centre national de la recherche scientifique s'appuyant sur une série de données couvrant la période 1971-2000. En 2020, Météo-France publie une typologie des climats de la France métropolitaine dans laquelle la commune est exposée à un climat semi-continental et est dans la région climatique  Vosges, caractérisée par une pluviométrie très élevée (1 500 à 2 000 mm/an) en toutes saisons et un hiver rude (moins de 1 °C). 
Pour la période 1971-2000, la température annuelle moyenne est de 9,9 °C, avec une amplitude thermique annuelle de 17,6 °C. Le cumul annuel moyen de précipitations est de 787 mm, avec 9,1 jours de précipitations en janvier et 9,8 jours en juillet. Pour la période 1991-2020, la température moyenne annuelle observée sur la station météorologique de Météo-France la plus proche, « Carspach », sur la commune de Carspach à 7 km à vol d'oiseau, est de 11,0 °C et le cumul annuel moyen de précipitations est de 827,7 mm. 
La température maximale relevée sur cette station est de 38,1 °C, atteinte le 4 août 2022 ; la température minimale est de −17,7 °C, atteinte le 5 février 2012,,. 
Les paramètres climatiques de la commune ont été estimés pour le milieu du siècle (2041-2070) selon différents scénarios d'émission de gaz à effet de serre à partir des nouvelles projections climatiques de référence DRIAS-2020. Ils sont consultables sur un site dédié publié par Météo-France en novembre 2022.

## Urbanisme

### Typologie
Au 1er janvier 2024, Luemschwiller est catégorisée bourg rural, selon la nouvelle grille communale de densité à sept niveaux définie par l'Insee en 2022.
Elle appartient à l'unité urbaine d'Illfurth, une agglomération intra-départementale regroupant trois  communes, dont elle est une commune de la banlieue,,. Par ailleurs la commune fait partie de l'aire d'attraction de Mulhouse, dont elle est une commune de la couronne,. Cette aire, qui regroupe 132 communes, est catégorisée dans les aires de 200 000 à moins de 700 000 habitants,.

### Occupation des sols
L'occupation des sols de la commune, telle qu'elle ressort de la base de données européenne d’occupation biophysique des sols Corine Land Cover (CLC), est marquée par l'importance des territoires agricoles (65 % en 2018), en diminution par rapport à 1990 (66 %). La répartition détaillée en 2018 est la suivante : 
terres arables (55,8 %), forêts (29,6 %), cultures permanentes (8 %), zones urbanisées (5,4 %), zones agricoles hétérogènes (1,3 %). L'évolution de l’occupation des sols de la commune et de ses infrastructures peut être observée sur les différentes représentations cartographiques du territoire : la carte de Cassini (XVIIIe siècle), la carte d'état-major (1820-1866) et les cartes ou photos aériennes de l'IGN pour la période actuelle (1950 à aujourd'hui).

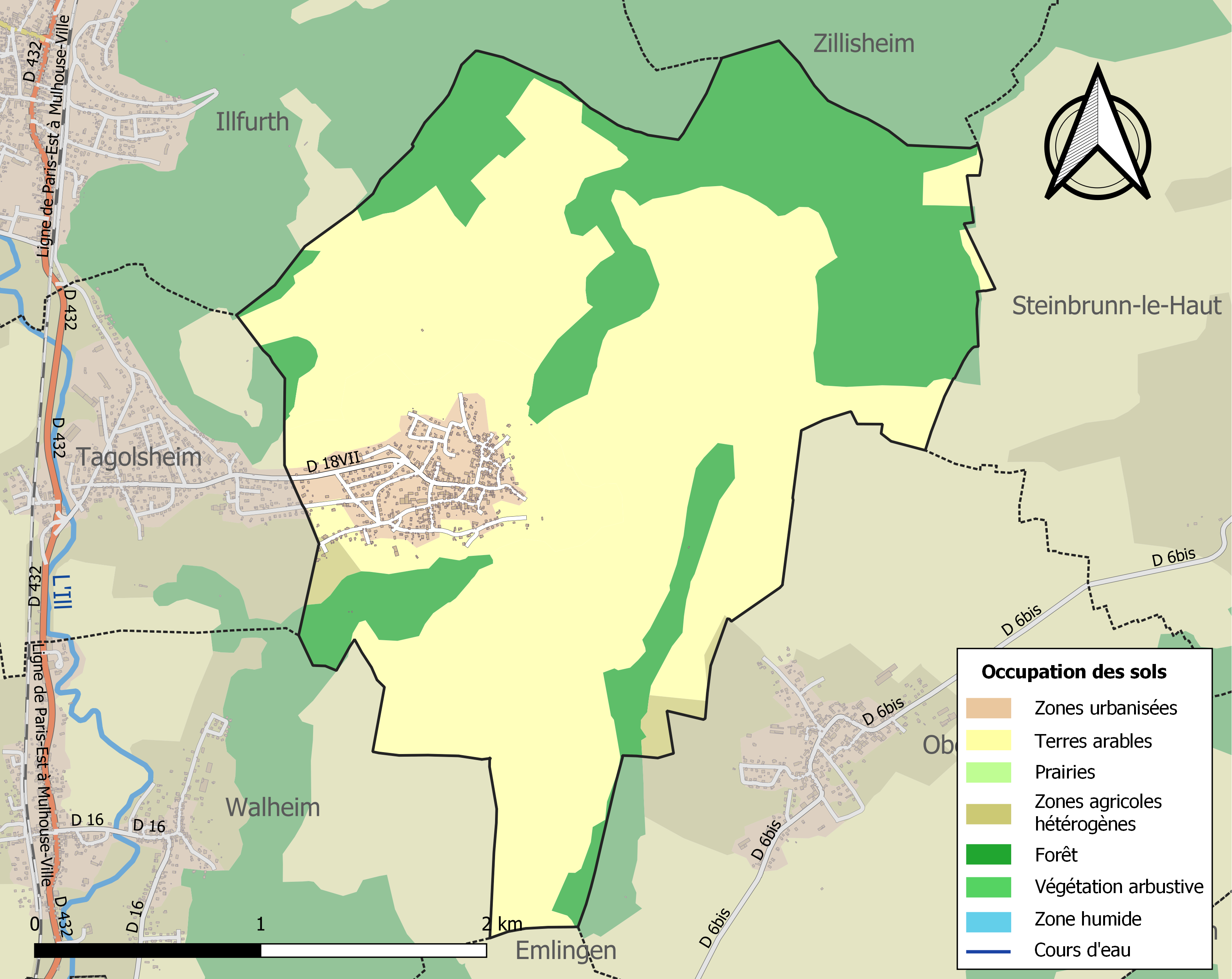
Carte des infrastructures et de l'occupation des sols de la commune en 2018 (CLC).

## Histoire
Cité au XIIe siècle sous le nom de « Limmiswiler », le village appartint à la seigneurie d'Altkirch (aux Ferrette, puis de 1324 à 1648 aux Habsbourg).
Les Reinach y avaient un château dont il ne reste que le lieu-dit "Schlossgarten" et l'appellation d'une rue, la rue des Seigneurs.
Il y avait au XVIe siècle une communauté juive, avec synagogue et cimetière.

### Héraldique
| Blason de Luemschwiller | Les armes de Luemschwiller se blasonnent ainsi : « D'argent à la patte d'oie de gueules posée en pal. » |

## Politique et administration
| Période                                  | Période                  | Identité                                        | Étiquette | Qualité |
| ---------------------------------------- | ------------------------ | ----------------------------------------------- | --------- | ------- |
| mars 2008                                | mars 2014                | Michel Muller                                   |           |         |
| mars 2014                                | En cours (au 31mai 2020) | Germain Goepfert Réélu pour le mandat 2020-2026 |           |         |
| Les données manquantes sont à compléter. |                          |                                                 |           |         |

### Intercommunalité
Localité membre de la Communauté de communes Sundgau.

### Budget et fiscalité 2016
En 2016, le budget de la commune était constitué ainsi :
- total des produits de fonctionnement : 486 000 €, soit 637 € par habitant ;
- total des charges de fonctionnement : 462 000 €, soit 606 € par habitant ;
- total des ressources d'investissement : 249 000 €, soit 326 € par habitant ;
- total des emplois d'investissement : 665 000 €, soit 872 € par habitant ;
- endettement : 554 000 €, soit 726 € par habitant.

Avec les taux de fiscalité suivants :
- taxe d'habitation : 17,25 % ;
- taxe foncière sur les propriétés bâties : 12,06 % ;
- taxe foncière sur les propriétés non bâties : 59,03 % ;
- taxe additionnelle à la taxe foncière sur les propriétés non bâties : 0,00 % ;
- cotisation foncière des entreprises : 0,00 %.

Chiffres clés Revenus et pauvreté des ménages en 2015 : médiane en 2015 du revenu disponible, par unité de consommation : 25 549 €.

## Population et société

### Démographie

#### Évolution démographique
L'évolution du nombre d'habitants est connue à travers les recensements de la population effectués dans la commune depuis 1793. Pour les communes de moins de 10 000 habitants, une enquête de recensement portant sur toute la population est réalisée tous les cinq ans, les populations de référence des années intermédiaires étant quant à elles estimées par interpolation ou extrapolation. Pour la commune, le premier recensement exhaustif entrant dans le cadre du nouveau dispositif a été réalisé en 2005.

En 2022, la commune comptait 747 habitants, en évolution de −3,61 % par rapport à 2016 (Haut-Rhin : +0,66 %, France hors Mayotte : +2,11 %).
| 1793 | 1800 | 1806 | 1821 | 1831 | 1836 | 1841 | 1846 | 1851 |
| ---- | ---- | ---- | ---- | ---- | ---- | ---- | ---- | ---- |
| 605  | 634  | 637  | 770  | 784  | 762  | 794  | 837  | 825  |

| 1856 | 1861 | 1866 | 1871 | 1875 | 1880 | 1885 | 1890 | 1895 |
| ---- | ---- | ---- | ---- | ---- | ---- | ---- | ---- | ---- |
| 779  | 722  | 752  | 742  | 717  | 705  | 652  | 649  | 613  |

| 1900 | 1905 | 1910 | 1921 | 1926 | 1931 | 1936 | 1946 | 1954 |
| ---- | ---- | ---- | ---- | ---- | ---- | ---- | ---- | ---- |
| 639  | 626  | 634  | 564  | 581  | 567  | 549  | 531  | 532  |

| 1962 | 1968 | 1975 | 1982 | 1990 | 1999 | 2005 | 2006 | 2010 |
| ---- | ---- | ---- | ---- | ---- | ---- | ---- | ---- | ---- |
| 528  | 516  | 535  | 644  | 674  | 682  | 709  | 705  | 697  |

| 2015 | 2020 | 2022 | - | - | - | - | - | - |
| ---- | ---- | ---- | - | - | - | - | - | - |
| 768  | 751  | 747  | - | - | - | - | - | - |

## Lieux et monuments
- Cimetière juif du XIXe siècle[27], inventorié par le service régional de l'inventaire du patrimoine[28].
- Église Saint-Christophe[29].
- Chapelle Notre-Dame-des-Neiges[30],[31].
- Monument aux morts[32].
- Croix de chemin[33].
- Maison de forgeron[34].

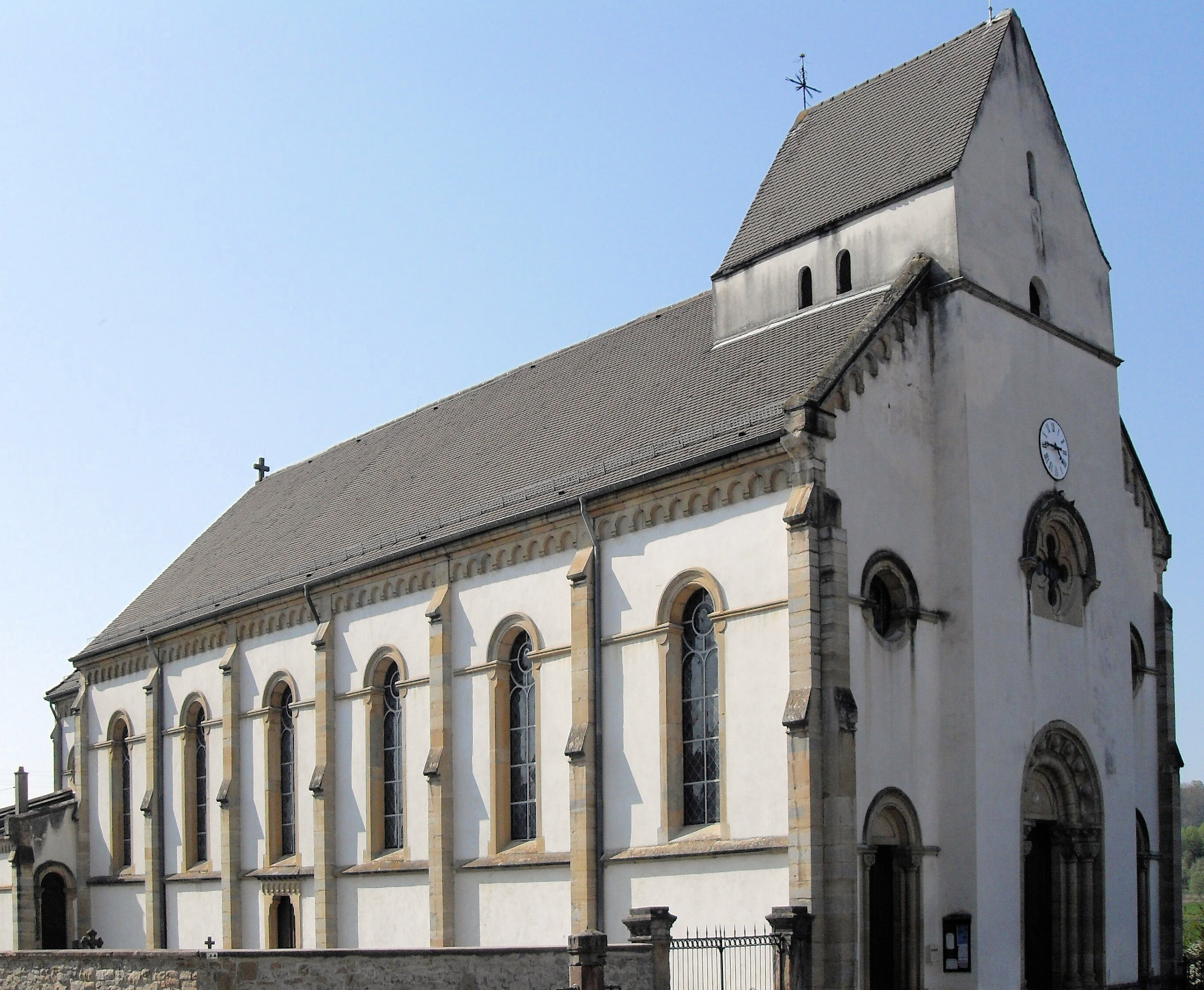
L'église Saint-Christophe.
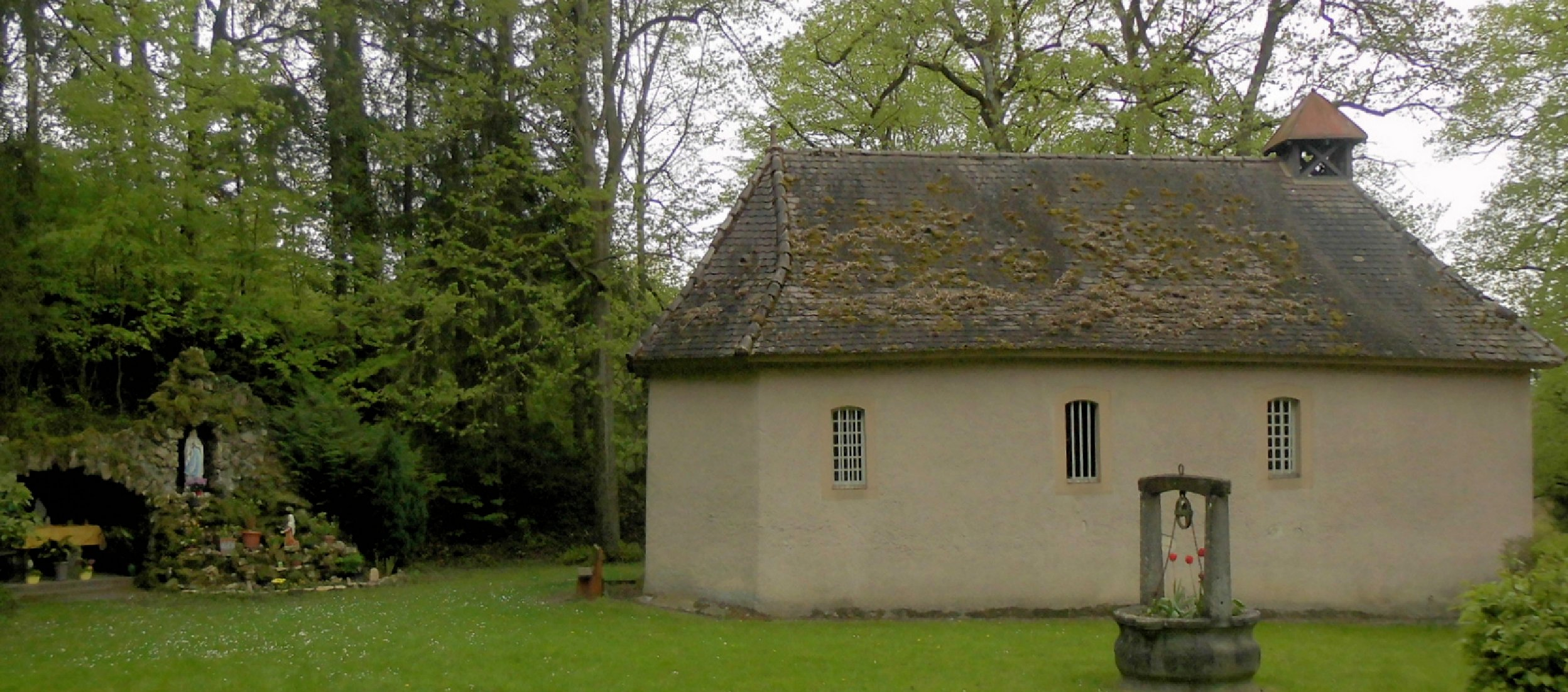
Chapelle Notre-Dame-des-Neiges.